# Wijken en buurten in Landgraaf
De Nederlandse gemeente Landgraaf is voor statistische doeleinden onderverdeeld in wijken en buurten. De gemeente is verdeeld in de volgende statistische wijken:
- Wijk 00 Schaesberg (CBS-wijkcode:088200)
- Wijk 01 Nieuwenhagen (CBS-wijkcode:088201)
- Wijk 02 Ubach over Worms (CBS-wijkcode:088202)

Een statistische wijk kan bestaan uit meerdere buurten. Onderstaande tabel geeft de buurtindeling met kentallen volgens het Centraal Bureau voor de Statistiek (2008):
| CBS-buurtcode | Buurtnaam             | Inwonertal | Opp. totaal (ha) | Opp. land (ha) | Ligging                |
| ------------- | --------------------- | ---------- | ---------------- | -------------- | ---------------------- |
| BU08820001    | Achter den Winkel     | 760        | 20               | 20             | Locatie in de gemeente |
| BU08820002    | Schaesberg-Centrum    | 3570       | 140              | 140            | Locatie in de gemeente |
| BU08820003    | Achter de Haesen      | 630        | 13               | 13             | Locatie in de gemeente |
| BU08820004    | Klinkerkwartier       | 1050       | 21               | 21             | Locatie in de gemeente |
| BU08820005    | eikske                | 1590       | 43               | 43             | Locatie in de gemeente |
| BU08820006    | Mijnbuurt             | 2150       | 36               | 36             | Locatie in de gemeente |
| BU08820007    | Heistraat             | 620        | 23               | 23             | Locatie in de gemeente |
| BU08820020    | Gravenrode            | 50         | 264              | 261            | Locatie in de gemeente |
| BU08820101    | Leenhof               | 290        | 46               | 44             | Locatie in de gemeente |
| BU08820102    | Kakert                | 1620       | 133              | 133            | Locatie in de gemeente |
| BU08820103    | De Streep             | 880        | 36               | 36             | Locatie in de gemeente |
| BU08820104    | Lichtenberg           | 1740       | 39               | 39             | Locatie in de gemeente |
| BU08820105    | De Dormig             | 1130       | 58               | 58             | Locatie in de gemeente |
| BU08820106    | Exdel                 | 550        | 37               | 37             | Locatie in de gemeente |
| BU08820107    | Op de Kamp            | 890        | 17               | 17             | Locatie in de gemeente |
| BU08820108    | Hoefveld              | 1500       | 68               | 68             | Locatie in de gemeente |
| BU08820109    | Oud Nieuwenhagen      | 3590       | 80               | 80             | Locatie in de gemeente |
| BU08820110    | Nieuwenhagerheide     | 3230       | 69               | 69             | Locatie in de gemeente |
| BU08820120    | Brunssumerheide (2)   | 60         | 251              | 251            | Locatie in de gemeente |
| BU08820201    | Abdissenbosch         | 1450       | 212              | 212            | Locatie in de gemeente |
| BU08820202    | Parkheide             | 2020       | 53               | 53             | Locatie in de gemeente |
| BU08820203    | Namiddagsche Driessen | 1270       | 21               | 21             | Locatie in de gemeente |
| BU08820204    | Lauradorp             | 3330       | 64               | 64             | Locatie in de gemeente |
| BU08820205    | Waubach               | 3080       | 223              | 223            | Locatie in de gemeente |
| BU08820206    | Groenstraat           | 1010       | 212              | 212            | Locatie in de gemeente |
| BU08820207    | Rimburg               | 690        | 151              | 148            | Locatie in de gemeente |
| BU08820220    | Brunssumerheide (1)   | 10         | 140              | 138            | Locatie in de gemeente |